# Aeródromo Militar de Lisboa
El Aeródromo Militar de Lisboa, técnicamente Aeródromo de Tránsito N.º 1 (AT1) de la Fuerza Aérea Portuguesa, más conocido como Base Militar Figo Maduro, es la terminal militar del Aeropuerto de Lisboa.

## Historia
La creación del Aeródromo Militar de Lisboa tuvo su origen con la instalación de la aviación militar en el Aeropuerto de Lisboa, el 1 de mayo de 1944, cuando, debido a las amenazas derivadas de la Segunda Guerra Mundial, los aviones comenzaron a ser estacionados allí. Allí estaba estacionado el Escuadrón Independiente de Aviación de Cazas. La misión de esta unidad era asegurar la defensa aérea inmediata de la ciudad de Lisboa. En aquella ocasión también comenzaron a instalarse allí otras unidades aéreas militares, en concreto la Squadrilha B de la Armada, formada por aviones de combate antisubmarinos terrestres de la Armada portuguesa.
Con la creación de la Fuerza Aérea Portuguesa (FAP), en 1955 se creó el Aeródromo Base n.º 1 (AB1), dedicado a misiones de transporte aéreo militar. AB1 sirve como sede de Transportes Aéreos Militares (TAM), que agrupa a los escuadrones de transporte aéreo estratégico de la FAP, equipados con aviones Douglas DC-6 y posteriormente Boeing 707. El 10 de octubre de 1978, el aeródromo pasó a ser conocido como «Aeródromo de Tránsito N.º 1».
Durante la Jornada Mundial de la Juventud de 2023 en Lisboa, la base sirvió como lugar de aterrizaje y despegue del helicóptero en el que viajó el Papa Francisco de Lisboa a Fátima. Además, también fue el lugar donde se realizó la despedida final al pontífice.

## Características
Situado en el aeropuerto de la capital portuguesa, AT1 es el principal centro de transporte aéreo militar de Portugal. Es conocido popularmente como «Base Militar Figo Maduro», en referencia a la antigua Azinhaga de Figo Maduro, ubicada en la parroquia de Prior Velho, contigua a la terminal militar.